# Dobbs kiện Tổ chức Sức khỏe Phụ nữ Jackson
Vụ Dobbs kiện Tổ chức Sức khỏe Phụ nữ Jackson (tiếng Anh: Dobbs v. Jackson Women's Health Organization, No. 19-1392, 597 U.S. ___ (2022)) là một phán quyết quan trọng của Tối cao Pháp viện Hoa Kỳ, trong đó xác định rằng Hiến pháp Hoa Kỳ không hỗ trợ cho quyền phá thai và do vậy bãi bỏ phán quyết của cả hai vụ Roe kiện Wade (1973) và Planned Parenthood kiện Casey (1992).
Phán quyết cho vụ kiện này được đưa ra vào ngày 24 tháng 6 năm 2022, với tỉ lệ 6–3 hủy bỏ quyết định của các tòa cấp dưới, và tỉ lệ 5–4  lật ngược hai vụ Roe và Casey. Nhận định đa số của tòa khẳng định rằng phá thai không phải là một quyền hợp hiến, và rằng các tiểu bang nên tự đưa ra quy định về phá thai.
Thẩm phán Samuel Alito viết trong nhận định đa số rằng: "Vụ Roe đã sai trầm trọng ngay từ ban đầu. Lập luận của nó đặc biệt yếu, và phán quyết đó dẫn đến những hậu quả tai hại. Và thay vì dẫn đến một giải pháp toàn quốc về vấn đề phá thai, Roe và Casey đã càng đun nóng cuộc tranh luận và gây chia rẽ sâu sắc thêm".